# Wabuska (Nevada)
Wabuska es un área no incorporada ubicada en el condado de Lyon en el estado estadounidense de Nevada.

## Geografía
Wabuska se encuentra ubicado en las coordenadas 39°8′38″N 119°11′0″O / 39.14389, -119.18333.